# Malacoptila mystacalis
Malacoptila mystacalis là một loài chim trong họ Bucconidae.